# 巴扎喜事
《巴扎喜事》（維吾爾語：بازاردىكى خۇشاللىنارلىق ئىشلار‎）是天山电影制片厂2025年出品的喜剧电影，由阿不都克力木·阿不力孜执导，李牧时和阿不都克力木·阿不力孜编剧，阿不都克力木·阿不力孜、阿布都拉·阿不都热依木、洪剑涛、牛莉、依克桑·塔依尔、古丽迪娅尔·阿纳依提等人主演。讲述的是生活在喀什古城两个家庭因一对古琴发生的趣事。
电影《巴扎喜事》是新疆维吾尔自治区成立70周年献礼影片。在2025年上合组织国家电影节中获“金山茶奖”最佳音乐奖。

## 剧情简介
300年前，喀什制琴大师制作了精美的两把乐器，“百灵琵琶”和“玫瑰都塔尔”，但随着历史车轮的前进，俩把乐器消失在历史长河中。现代，克力木（阿不都克力木·阿不力孜 饰）与亚力坤（阿布都拉·阿布都热依木 饰）是生活在喀什古城的一对邻居，克力木是一名制琴师，亚力坤经营着餐厅，也从事培养优良羊种事业。二位因为旧事不合。克力木的儿子艾尼（依克桑·塔依尔 饰）从北京毕业，回到家乡成为旅拍摄影师。他与亚力坤的女儿，舞蹈演员莱莉（古丽迪娅尔·阿纳依提 饰）产生情愫，有情人却因为广告事件、家族矛盾等而分分合合。
老赵（洪剑涛 饰）在喀什开了一家乐器博物馆，他从亚力坤处得到“百灵琵琶”，并心心念念“玫瑰都塔尔”。克力木得知赵先生得到“百灵琵琶”，借着研究之名狸猫换太子，将假“百灵琵琶”还给赵先生。“玫瑰都塔尔”实在亚力坤家中，是莱莉去世母亲的遗物。亚力坤每到月圆之夜，会借琴思人。克力木故伎重演，借艾尼之手“偷”得“玫瑰都塔尔”用以“研究”。然而最终事情暴露。亚力坤和赵先生双双住院，亚力坤也道出二人不合的原因：克力木从年轻时就对“玫瑰都塔尔”痴迷，甚至不顾自己身体安危试图骗得此琴。
莱莉以为艾尼也参与其中，伤心的与艾尼分手。伤心的艾尼决定离开故乡，回到北京以证清白。爱子心切的克力木在火车站将艾尼拦住，决定还琴。克力木将两把琴物归原主后，赵先生和亚力坤决定把两把古琴交由博物馆展示。这时，克力木带着自己的宝物，家族继承的“制琴书”来到现场。原来克力木的祖先就是制作两把琴的制琴大师，找到两把琴是他父亲的遗愿。于是三件宝物成了博物馆的镇馆三宝。两个家庭也言归于好。

## 拍摄制作
2022年，天山电影制片厂组织的年度电影选题策划会上，电影《巴扎喜事》获得通过。电影由中国共产党新疆维吾尔自治区委员会宣传部组织策划，电影策划的两年期间，剧本历经7次修改。创作角色时，因编剧李牧时年轻时采访过王洛宾的家属、万桐书等热爱和保护新疆民族音乐的音乐人，以此创造出角色老赵作为热爱和保护新疆民族音乐人物的代表。编剧李牧时还以从北京、上海等地返乡创业的年轻人，创造出摄影师艾尼；以新疆能歌善舞的群众创造出舞团领舞莱莉。阿力木是民间乐器制作技艺的非物质文化遗产项目传承人，他的技艺所代表的是喀什地区各类手工艺品。同时，主创团队决定将包括喀什古城、帕米尔高原等喀什地区的景观加入故事。主创团队数次前往喀什地区采风，以体验生活、挖掘素材等。也曾前往北京市请教电影艺术家。
选角方面，主角阿力木的饰演者为导演兼编剧阿不都克力木·阿不力孜，阿不都克力木·阿不力孜是国家一级导演和演员，出演过电影《钱在路上跑》等。亚力坤的饰演者为新疆艺术剧院歌剧团演员阿布都拉·阿不都热依木，出演过音乐剧《冰山上的来客》。莱莉的扮演者为舞蹈演员古丽迪娅尔·阿纳依提，出演过电影《歌声的翅膀》。新疆喜剧人叨叨、白毛毛、西木西木在电影中也出演角色。另外，导演兼编剧阿不都克力木·阿不力孜为自己的宠物，一只灰色的鹦鹉设计了一个“角色”。
电影由中国共产党喀什地区委员会宣传部和天山电影制片厂联合摄制。经历超过50天的拍摄准备，2024年7月13日，电影《巴扎喜事》在喀什市正式开机。《巴扎喜事》是天山电影制片厂第一次采取“电影+文旅”融合的方式创造，在喀什市、疏附县、麦盖提县、莎车县、塔什库尔干塔吉克自治县等地取景，包括国家AAAAA级旅游风景区喀什古城景区和帕米尔旅游区、国家AAAA级旅游景区新疆塔克拉玛干N39°沙漠旅游景区、“中国新疆民族乐器村”所在的疏附县吾库萨克镇、莎车县的非物质文化遗产博览园等景点、景区。电影九成场景展示有巴扎集市的生活场景。
电影中出现的传统乐器分别是维吾尔族传统乐器都塔尔和汉族传统乐器琵琶。电影音乐创作人为王立森，配乐使用包括十二木卡姆在内的大量新疆民间音乐。除民乐外，也有电子音乐等现代音乐类型作为电影配乐。电影拍摄婚礼场景时，演员服饰、仪式流程、歌舞表演均遵循当地维吾尔族婚俗传统。电影也展示刀郎艺人表演等。

## 上映票房
电影《巴扎喜事》的发行模式为“分线、分轮次、分区域”。2025年7月5日，电影首先在重庆市点映。2025年7月18日，电影首映式在喀什举办。2025年7月19日于喀什地区上映。电影首周票房超过7.9万元人民币。2025年8月1日在新疆全疆上映。电影上映后，电影主创团队在喀什市、泽普县、麦盖提县、巴楚县等地路演。

## 奖项展演
2025年上合组织国家电影节，电影《巴扎喜事》为电影节开幕影片。《巴扎喜事》及作曲家王立森在电影节获“金山茶奖”最佳音乐奖。